# Universidade Bordeaux I
A Université Bordeaux I ou Universidade Bordeaux I (também conhecida pelo nome de Université Bordeaux 1 Sciences et Technologies) é uma das quatro universidades de Bordéus, França.
Ela é uma referência francesa para a ciência e tecnologia.